# Guillaume Racinet
Guillaume Racinet est un homme politique français né le 1er janvier 1788 à Gouarec  et mort le 1er septembre 1880 à Gouarec (Côtes-du-Nord).

## Biographie
Médecin militaire pendant les campagnes napoléoniennes, il s'installe à Gouarec donc il devient maire et conseiller général. Opposant à la Restauration et à la Monarchie de Juillet, il est député des Côtes-du-Nord de 1848 à 1849, siégeant avec le parti du général Cavaignac.

## Sources
- « Guillaume Racinet », dans Adolphe Robert et Gaston Cougny, Dictionnaire des parlementaires français, Edgar Bourloton, 1889-1891 [détail de l’édition]